# 1381
1381 (MCCCLXXXI) fue un año común comenzado en martes del calendario juliano, en vigor en aquella fecha.

## Acontecimientos
- Los mamelucos circasianos (de origen caucásico) se hacen con el poder en Egipto.
- Sublevación campesina en el oeste de Inglaterra, conocida como la rebelión de Wat Tyler.
- Batalla naval de Saltes entre Castilla y Portugal.
- 19 de mayo - Juan I de Castilla anuncia que la Corona de Castilla se somete a la obediencia del papa de Aviñón, como consecuencia de su estrecha alianza con Francia.

## Nacimientos

### Sin fecha
- Izcóatl, cuarto tlatoani de México-Tenochtitlán (f. 1440).

## Fallecimientos
- 25 de agosto: Juan III, marqués de Montferrato (n. 1362).